# Гварамия, Шалва Парнович
Шалва Парнович Гварамия (1910 год, село Теклати, Сенакский уезд, Кутаисская губерния, Российская империя — неизвестно, село Теклати, Цхакаевсский район, Грузинская ССР) — бригадир колхоза имени Берия Теклатского сельсовета Цхакаевского района, Грузинская ССР. Герой Социалистического Труда (1948).

## Биография
Родился в 1907 году в крестьянской семье в селе Теклати Сенакского уезда (сегодня — Сенакский муниципалитет). Окончил местную сельскую школу. Трудился в сельском хозяйстве. В послевоенные годы возглавлял полеводческую бригаду в колхозе имени Берия Цхакаевского района (с 1953 года — колхоз села Теклати Цхакаевского района).
В 1947 году бригада под его руководством собрала в среднем с каждого гектара по 77,01 центнера кукурузы на площади 8 гектаров. Указом Президиума Верховного Совета СССР от 21 февраля 1948 года удостоен звания Героя Социалистического Труда за «получение в 1947 году высоких урожаев кукурузы и пшеницы» с вручением ордена Ленина и золотой медали «Серп и Молот» (№ 859).
Этим же указом званием Героя Социалистического Труда был награждены председатель колхоза имени Берия Пётр Андреевич Гварамия, бригадир Евгений Квиквиньевич Шаматава, звеньевые Отар Феофанович Гварамия, Баграт Петрович Гвичия, Константин Филиппович Джиджелава, Дмитрий Николаевич Кварцхава, Юлон Максимович Квирквелия.
После выхода на пенсию проживал в родном селе Теклати Цхакаевского района. С 1968 года — персональный пенсионер союзного значения. Дата смерти не установлена.